# Monteagudo de las Salinas (kommunhuvudort)
Monteagudo de las Salinas är en kommunhuvudort i Spanien.   Den ligger i provinsen Provincia de Cuenca och regionen Kastilien-La Mancha, i den centrala delen av landet, 170 km öster om huvudstaden Madrid. Monteagudo de las Salinas ligger 948 meter över havet och antalet invånare är 160.
Terrängen runt Monteagudo de las Salinas är platt åt sydväst, men åt nordost är den kuperad. Monteagudo de las Salinas ligger nere i en dal. Runt Monteagudo de las Salinas är det mycket glesbefolkat, med 3 invånare per kvadratkilometer. Närmaste större samhälle är Almodóvar del Pinar, 9,4 km söder om Monteagudo de las Salinas. Omgivningarna runt Monteagudo de las Salinas är i huvudsak ett öppet busklandskap.